# Márton A. Géza
Márton A. Géza (Guradobra, 1904. június 26. – Temesvár, 1962. augusztus 24.) erdélyi magyar agrármérnök, mezőgazdasági szakíró, főiskolai tanár, rektor. Márton Ferenc (Zilah, 1943) apja.

## Életútja
Középiskolát Gyulafehérvárt végzett, a kolozsvári Mezőgazdasági Főiskolán szerzett diplomát (1932). Pályáját havasalföldi uradalmak agrármérnökeként kezdte. Az 1940-es években a zilahi mezőgazdasági szolgálat aligazgatója, majd a csíkszeredai földhivatal osztályvezetője. 1948-tól az aradi Állatorvosi és Állattenyésztési Főiskola tanára, dékánja. Rövid ideig Bukarestben a mezőgazdasági minisztérium tanácsosa. 1955-től a temesvári Mezőgazdasági Főiskola professzora, öngyilkosságáig rektora.
Szakcikkeit, tudománynépszerűsítő írásait a Szilágyság, Szabad Szó, Scânteia közölte. A sertéstenyésztésről, juhtenyésztésről, szarvasmarha-tenyésztésről, vadgazdálkodásról, speciális állattenyésztésről román nyelven írt egyetemi jegyzeteit a temesvári Mezőgazdasági Főiskola sokszorosította. Román tanártársaival közösen szerzett munkái: 
- Cercetări asupra porcilor de rasa "marele negru" din raioanele Criş şi Ineu (Temesvár, 1957);
- Cercetări asupra porcului alb de Banat (Temesvár, 1961);
- Experienţa unităţilor fruntaşe şi valorificarea rezultatelor de cercetare ştiinţifică în creşterea porcilor (Temesvár, 1962).